# Vicenç Viaplana i Mula
Vicenç Viaplana i Mula (Granollers, 1955) és un pintor català conegut per crear una pintura narrativa que s’equilibra entre les imatges reconeixibles i l’abstracció.

## Trajectòria artística
Va iniciar la seva trajectòria artística formant part de l'entorn creatiu de les primeres manifestacions de l'art conceptual a Catalunya, en la dècada de 1970, que el crític d’art Alexandre Cirici Pellicer va anomenar Meridià de Granollers. El seu primer treball, titulat Informe sobre el desfici (1973), estava dins d’aquesta línia. En aquella època va exposar al costat d’artistes com Carles Pazos, Fina Miralles, Jordi Benito, Jordi Pablo o Ferran Garcia Sevilla. També va participar en diverses accions com la performance Publiqueu a Granollers, amb Xavier Vilageliu i Magda González. Aquells anys va exposar a Barcelona, a la Galeria Ciento (1975) i a la Galeria G, on el 1976 va presentar la instal·lació Vides provocades.
Però el coneixement de la pintura d’acció nord-americana va representar un punt d’inflexió en la seva trajectòria, que el va portar a la pintura gestual. En la dècada de 1980 la seva trajectòria es va anar consolidant i va exposar les seves visions urbanes de ciutats en flames a la sala Montcada (1983), a la sala Metrònom de Barcelona (1987) i a la Bruno Facchetti Gallery de Nova York (1989). Paral·lelament, treballava com a dissenyador gràfic a l'estudi de publicitat Taula de Disseny de Josep Maria Civit.
En la dècada de 1990 va seguir presentant la seva obra en galeries barcelonines com la Galeria Antonio de Barnola el 1997, el mateix any que va prendre part de l'exposició Art per al cor, o la Galeria Carles Taché, de la qual fou un artista habitual des del 1998 fins al 2013. L’any 1994, l’obra The Lobster Room havia marcat un punt d’inflexió en el qual el pintor va passar d’una pintura gestual a buscar noves maneres d’entendre la pintura traspassant-ne els seus propis límits.
Destaquen les col·laboracions que va fer amb l'escriptor Carles Hac Mor, com la participació en el cicle de vídeo Del concepte a la imatge: Francesc Abad, Carles Hac Mor, Pere Noguera, Benet Rossell i Vicenç Viaplana, l’any 2009. Igualment va participar en el llibre Accions paraparèmicament ictòpiques de Jordi Benito (2011), en el vídeo D’on ve tot (2011) i en el llibre Fracassart de la no-mort de l’art (2015).
Entre el 2016 i el 2020 va desenvolupar una sèrie de treballs protagonitzats per motius vegetals amb el títol Sota el Suí, en els quals va representar una vegetació imaginada que anava prenent diferents aspectes segons els moments de la vivència del propi pintor. Acabava amb unes teles en blanc i negre fetes durant el confinament a causa de la Covid-19 la primavera de 2020.
L’any 2021 la Fundació Vila Casas va presentar l'exposició retrospectiva Vicenç Viaplana. Els llocs de la pintura, amb gairebé un centenar d’obres.

## Obra
Tot i iniciar-se dins dels paràmetres de l’art conceptual amb una pintura de caràcter gestual, posteriorment la seva pintura va representar paisatges rurals i naturals que, malgrat que eren formalment abstractes, tenien una important essència figurativa. Més tard, es va enriquir amb el coneixement de la llum, establint un diàleg entre la llum i l’obscuritat. D’altra banda, en els seus treballs sovint fa referències a la realitat que conviu amb elements personals i reflecteixen el seu interès pel món oníric.
Conserven obra de Vicenç Viaplana la Fundació Vila Casas, la Fundació La Caixa, el Museu Raset de Cervià de Ter i el Museu d’Art de Sabadell, entre d'altres.